# 포도당 1-인산 아데닐릴트랜스퍼레이스
포도당 1-인산 아데닐릴트랜스퍼레이스(영어: glucose-1-phosphate adenylyltransferase) (EC 2.7.7.27)는 다음과 같은 화학 반응을 촉매하는 효소이다. 포도당 1-인산 아데닐릴기전이효소라고도 한다.
ATP + α-D-포도당 1-인산 ⇄ 이인산 + ADP-포도당
포도당 1-인산 아데닐릴트랜스퍼레이스의 2가지 기질은 ATP와 α-D-포도당 1-인산이며, 2가지 생성물은 이인산과 ADP-포도당이다. 포도당 1-인산 아데닐릴트랜스퍼레이스는 전이효소 부류에 속하며, 특히 인을 함유하고 있는 뉴클레오타이드 그룹을 전달하는 효소(뉴클레오티딜트랜스퍼레이스)에 속한다. 포도당 1-인산 아데닐릴트랜스퍼레이스는 녹말과 수크로스의 대사에 참여한다.

## 명명법
포도당 1-인산 아데닐릴트랜스퍼레이스의 계통명은 ATP:α-D-포도당 1-인산 아데닐릴트랜스퍼레이스(영어: ATP:α-D-glucose 1-phosphate adenylyltransferase)이다.
다음은 일반적으로 사용되는 다른 이름들이다.
- ADP 포도당 피로포스포릴레이스(영어: ADP glucose pyrophosphorylase)
- 포도당 1-인산 아데닐릴트랜스퍼레이스(영어: glucose 1-phosphate adenylyltransferase)
- 아데노신 이인산 포도당 피로포스포릴레이스(영어: adenosine diphosphate glucose pyrophosphorylase)
- 아데노신 다이포스포글루코스 피로포스포릴레이스(영어: adenosine diphosphoglucose pyrophosphorylase)
- ADP-포도당 피로포스포릴레이스(영어: ADP-glucose pyrophosphorylase)
- ADP-포도당 생성효소(영어: ADP-glucose synthase)
- ADP-포도당 합성효소(영어: ADP-glucose synthetase)
- ADPG 피로포스포릴레이스(영어: ADPG pyrophosphorylase)
- ADP:α-D-포도당 1-인산 아데닐릴트랜스퍼레이스(영어: ADP:α-D-glucose 1-phosphate adenylyltransferase)
- AGPase(영어: AGPase)

## 구조 연구
2007년을 기준으로 이러한 부류의 효소에 대해 PDB 접근 코드 1YP2, 1YP3, 1YP4의 3가지 구조가 해결되었다.

## 참고 문헌
- Ghosh HP, Preiss J (1966). “Adenosine diphosphate glucose pyrophosphorylase. A regulatory enzyme in the biosynthesis of starch in spinach leaf chloroplasts”. 《J. Biol. Chem.》 241 (19): 4491–504. PMID 5922972.
- Shen L; Preiss J (1965). “Biosynthesis of bacterial glycogen. I. Purification and properties of the adenosine diphosphoglucose pyrophosphorylase of Arthrobacter species NRRL B1973”. 《J. Biol. Chem.》 240: 2334–2340. PMID 14304834.